# Pterygotus
Pterygotus és un gènere d'euriptèrida prehistòric de la família dels pterigòtids. Se n'han trobat restes fòssils a tots els continents tret de l'Antàrtida. Es tracta d'un dels artròpodes més grossos de tots els temps.